# Garganta de Gualtaminos
La garganta de Gualtaminos es un curso de agua de la península ibérica, afluente del Tiétar, perteneciente a la cuenca hidrográfica del Tajo.
Situada en la comarca de La Vera, discurre enteramente por la provincia española de Cáceres.
Se trata de un tributario del Tiétar por el norte (derecha), con sentido norte-sur. El hidrónimo significaría en árabe «garganta que no se seca». En su curso, a la altura de Villanueva de la Vera, se encuentra la cascada (o chorrera) del Diablo, un salto escalonado de agua, con marmitas de gigante labradas sobre granito, cascadas sucesivas y una vista al piedemonte.